# Latinský alexandrijský patriarchát
Latinský patriarchát alexandrijský byl ustanoven roku 1215 papežem Inocencem III. Sídlem titulárního patriarchy byla římská Bazilika svatého Pavla za hradbami. Tento titulární patriarchát byl zrušen roku 1964. Od roku 1824 však již existoval koptský katolický patriarchát alexandrijský, organizační struktura koptské katolické církve, která vznikla oddělením od koptské církve a dodnes shromažďuje katolíky, kteří používají koptský (alexandrijský) ritus.